# Премия Кавли
Премия Кавли (англ. Kavli Prize) — научная премия, учреждённая норвежским филантропом Фредом Кавли в 2007 году. Премия вручается один раз в два года, начиная с 2008 года, за выдающиеся достижения в астрофизике, нанотехнологиях и неврологии. Премия состоит из 1 миллиона долларов на каждую область от фонда Кавли. Также каждому лауреату вручается золотая медаль и диплом.
Кавли так объясняет выбор наук: «Я решил поддержать три области науки: одна занимается самым большим, другая — самым маленьким, третья — самым сложным». Он позиционирует свою премию как альтернативу Нобелевской премии, критикуя последнюю за консервативность.
Соучредители премии: Фонд Кавли, Норвежская академия наук и министерство образования и исследований Норвегии.

## Лауреаты
Первые лауреаты премии были объявлены в Нью-Йорке и Осло 28 мая.

### Астрофизика
| Год  | Портрет | Лауреаты                   | Организация/Страна                                                  | Обоснование |
| ---- | ------- | -------------------------- | ------------------------------------------------------------------- | --- |
| 2008 |         | Мартен Шмидт               | Калифорнийский технологический институт, США                        | «за основополагающий вклад в понимание природы квазаров» |
| 2008 |         | Дональд Линден-Белл        | Кембриджский университет, Великобритания                            | «за основополагающий вклад в понимание природы квазаров» |
| 2010 |         | Джерри Нельсон             | Калифорнийский университет в Санта-Крузе, Ликская обсерватория, США | «за вклад в разработку гигантских телескопов» |
| 2010 |         | Рэймонд Уилсон             | Европейская южная обсерватория, Гархинг, Германия                   | «за вклад в разработку гигантских телескопов» |
| 2010 |         | Анджел, Джеймс Роджер      | Обсерватория Стюарда, Аризонский университет, США                   | «за вклад в разработку гигантских телескопов» |
| 2012 |         | Дэвид Джуитт               | Калифорнийский университет, США                                     | «за открытие и описание пояса Койпера и его крупнейших объектов» |
| 2012 |         | Джейн Лу                   | Массачусетский технологический институт, США                        | «за открытие и описание пояса Койпера и его крупнейших объектов» |
| 2012 |         | Майкл Браун                | Калифорнийский технологический институт, США                        | «за открытие и описание пояса Койпера и его крупнейших объектов» |
| 2014 |         | Алан Гут                   | Массачусетский технологический институт, США                        | «за пионерские работы в теории космической инфляции» |
| 2014 |         | Андрей Линде               | Стэнфордский университет, США                                       | «за пионерские работы в теории космической инфляции» |
| 2014 |         | Алексей Старобинский       | Институт теоретической физики имени Л. Д. Ландау РАН, Россия        | «за пионерские работы в теории космической инфляции» |
| 2016 |         | Рональд Древер             | Калифорнийский технологический институт, США                        | «за прямую регистрацию гравитационных волн» |
| 2016 |         | Кип Торн                   | Калифорнийский технологический институт, США                        | «за прямую регистрацию гравитационных волн» |
| 2016 |         | Райнер Вайсс               | Массачусетский технологический институт, США                        | «за прямую регистрацию гравитационных волн» |
| 2018 |         | Эвина ван Дисхук           | Лейденский университет, Нидерланды                                  | «За общий вклад в наблюдательную, теоретическую и лабораторную астрохимию, разъяснение жизненного цикла межзвездных облаков и образования звезд и планет»                                                |
| 2020 |         | Эндрю Фабиан               | Кембриджский университет, Великобритания                            | «за новаторское исследование в области наблюдательной рентгеновской астрономии, охватывающее широкий спектр тем от газовых потоков в скоплениях галактик до сверхмассивных черных дыр в сердце галактик» |
| 2022 |         | Роджер Ульрих              | Калифорнийский университет в Лос-Анджелесе, США                     | «за новаторскую работу и лидерство в развитии гелио- и астросейсмологии» |
| 2022 |         | Йорген Кристенсен-Дальсгор | Орхусский университет, Дания                                        | «за новаторскую работу и лидерство в развитии гелио- и астросейсмологии» |
| 2022 |         | Конни Эртс                 | Лёвенский католический университет, Бельгия                         | «за новаторскую работу и лидерство в развитии гелио- и астросейсмологии» |
| 2024 |         | Сара Сигер                 | Массачусетский технологический институт, США                        | «за новаторскую работу по открытию и описанию внесолнечных планет и их атмосфер» |
| 2024 |         | Дейвид Шарбонно            | Гарвардский университет, США                                        | «за новаторскую работу по открытию и описанию внесолнечных планет и их атмосфер» |

### Нанотехнологии
| Год  | Портрет | Лауреаты            | Организация/Страна                                             | Обоснование |
| ---- | ------- | ------------------- | -------------------------------------------------------------- | --- |
| 2008 |         | Луис Брюс           | Колумбийский университет, США                                  | «за их большой вклад в развитие науки о нуль- и одномерных наноструктурах в физике, химии и биологии»                                                 |
| 2008 |         | Сумио Иидзима       | Университет Мэидзё, Япония                                     | «за их большой вклад в развитие науки о нуль- и одномерных наноструктурах в физике, химии и биологии»                                                 |
| 2010 |         | Дональд Эйглер      | Альмаденский исследовательский центр IBM, Сан-Хосе, США        | «за пионерские работы в области хирургического контроля отдельных атомов и молекул ДНК»                                                               |
| 2010 |         | Надриан Симэн       | Нью-Йоркский университет, США                                  | «за пионерские работы в области хирургического контроля отдельных атомов и молекул ДНК»                                                               |
| 2012 |         | Милдред Дресселгауз | Массачусетский технологический институт, США                   | «за вклад в изучение фононов, электрон-фононного взаимодействия и теплового транспорта в наноструктурах»                                              |
| 2014 |         | Томас Эббесен       | Страсбургский университет, Франция                             | «за вклад в оптическую микроскопию и имиджинг» |
| 2014 |         | Штефан Хелль        | Институт биофизической химии Общества Макса Планка, Германия   | «за вклад в оптическую микроскопию и имиджинг» |
| 2014 |         | Джон Пендри         | Имперский колледж Лондона, Великобритания                      | «за вклад в оптическую микроскопию и имиджинг» |
| 2016 |         | Герд Бинниг         | Бывший сотрудник IBM Zurich Research Laboratory, Швейцария     | «за разработку и создание атомно-силовой микроскопии»                                                                                                 |
| 2016 |         | Кристоф Гербер      | Базельский университет, Швейцария                              | «за разработку и создание атомно-силовой микроскопии»                                                                                                 |
| 2016 |         | Келвин Куэйт        | Стэнфордский университет, США                                  | «за разработку и создание атомно-силовой микроскопии»                                                                                                 |
| 2018 |         | Эмманюэль Шарпантье | Институт инфекционной биологии Общества Макса Планка, Германия | «за изобретение метода CRISPR-Cas9, точного наноинструмента для редактирования ДНК, совершившего революцию в биологии, сельском хозяйстве и медицине» |
| 2018 |         | Дженнифер Дудна     | Калифорнийский университет в Беркли, США                       | «за изобретение метода CRISPR-Cas9, точного наноинструмента для редактирования ДНК, совершившего революцию в биологии, сельском хозяйстве и медицине» |
| 2018 |         | Виргиниюс Шикшнис   | Вильнюсский университет, Литва                                 | «за изобретение метода CRISPR-Cas9, точного наноинструмента для редактирования ДНК, совершившего революцию в биологии, сельском хозяйстве и медицине» |
| 2020 |         | Харальд Розе        | Ульмский университет, Германия                                 | «за методы визуализации с субангстремным разрешением и химический анализ с использованием электронных лучей»                                          |
| 2020 |         | Максимилиан Хайдер  | Технологический институт Карлсруэ, Австрия                     | «за методы визуализации с субангстремным разрешением и химический анализ с использованием электронных лучей»                                          |
| 2020 |         | Кнут Урбан          | Рейнско-Вестфальский технический университет Ахена, Германия   | «за методы визуализации с субангстремным разрешением и химический анализ с использованием электронных лучей»                                          |
| 2020 |         | Ondrej Krivanek     | Nion Co                                                        | «за методы визуализации с субангстремным разрешением и химический анализ с использованием электронных лучей»                                          |
| 2022 |         | Якоб Сагив          | Институт Вейцмана, Израиль                                     | «за методику самособирающихся монослоёв (SAM) на твёрдых подложках; молекулярные покрытия для контроля свойств поверхности»                           |
| 2022 |         | Ральф Нуццо         | Иллинойсский университет в Урбане-Шампейне, США                | «за методику самособирающихся монослоёв (SAM) на твёрдых подложках; молекулярные покрытия для контроля свойств поверхности»                           |
| 2022 |         | Дэвид Аллара        | Университет штата Пенсильвания, США                            | «за методику самособирающихся монослоёв (SAM) на твёрдых подложках; молекулярные покрытия для контроля свойств поверхности»                           |
| 2022 |         | Джордж Уайтсайдс    | Гарвардский университет, США                                   | «за методику самособирающихся монослоёв (SAM) на твёрдых подложках; молекулярные покрытия для контроля свойств поверхности»                           |
| 2024 |         | Роберт Лэнджер      | Массачусетский технологический институт, США                   | «за новаторскую работу, объединяющую синтетические наноматериалы с биологическими функциями для биомедицинских применений»                            |
| 2024 |         | Павлос Аливизатос   | Чикагский университет, США                                     | «за новаторскую работу, объединяющую синтетические наноматериалы с биологическими функциями для биомедицинских применений»                            |
| 2024 |         | Чад Миркин          | Северо-Западный университет, США                               | «за новаторскую работу, объединяющую синтетические наноматериалы с биологическими функциями для биомедицинских применений»                            |

### Нейронауки
| Год  | Портрет | Лауреаты               | Организация/Страна                                                            | Обоснование |
| ---- | ------- | ---------------------- | ----------------------------------------------------------------------------- | --- |
| 2008 |         | Стен Грильднер         | Каролинский институт, Швеция                                                  | «за открытия в развивающей и функциональной логике нейронных сетей»                                                                            |
| 2008 |         | Томас Джессел          | Колумбийский университет, США                                                 | «за открытия в развивающей и функциональной логике нейронных сетей»                                                                            |
| 2008 |         | Паско Ракич            | Медицинский факультет Йельского университета, США                             | «за открытия в развивающей и функциональной логике нейронных сетей»                                                                            |
| 2010 |         | Ричард Шеллер          | Genentech, США                                                                | «за открытие некоторых ключевых молекул, которые помогают коммуникации нейронов»                                                               |
| 2010 |         | Томас Зюдхоф           | Стэнфордский университет, США                                                 | «за открытие некоторых ключевых молекул, которые помогают коммуникации нейронов»                                                               |
| 2010 |         | Джеймс Ротман          | Химический факультет Йельского университета, США                              | «за открытие некоторых ключевых молекул, которые помогают коммуникации нейронов»                                                               |
| 2012 |         | Корнелия Баргманн      | Рокфеллеровский университет, США                                              | «за работы, касающиеся выявления основных нейронных механизмов, лежащих в основе восприятия и решения»                                         |
| 2012 |         | Винфрид Денк           | Институт медицинских исследований Общества Макса Планка, Германия             | «за работы, касающиеся выявления основных нейронных механизмов, лежащих в основе восприятия и решения»                                         |
| 2012 |         | Энн Грейбил            | Массачусетский технологический институт, США                                  | «за работы, касающиеся выявления основных нейронных механизмов, лежащих в основе восприятия и решения»                                         |
| 2014 |         | Бренда Милнер          | Университет Макгилла, Канада                                                  | «за открытие в мозге специализированных сетей, отвечающих за память и сознание»                                                                |
| 2014 |         | Джон О’Киф             | Университетский колледж Лондона, Великобритания                               | «за открытие в мозге специализированных сетей, отвечающих за память и сознание»                                                                |
| 2014 |         | Маркус Райхль          | Университет Вашингтона в Сент-Луисе, США                                      | «за открытие в мозге специализированных сетей, отвечающих за память и сознание»                                                                |
| 2016 |         | Ив Мардер              | Брандейский университет, США                                                  | «за открытие механизмов, которые позволяют полученному опыту и нейрональной активности ремоделировать мозговые функции»                        |
| 2016 |         | Майкл Мерзенич         | Калифорнийский университет в Сан-Франциско, США                               | «за открытие механизмов, которые позволяют полученному опыту и нейрональной активности ремоделировать мозговые функции»                        |
| 2016 |         | Карла Шатц             | Стэнфордский университет, США                                                 | «за открытие механизмов, которые позволяют полученному опыту и нейрональной активности ремоделировать мозговые функции»                        |
| 2018 |         | Альберт Джеймс Хадспет | Рокфеллеровский университет, США                                              | «за их новаторскую работу по молекулярным и нейронным механизмам слуха»                                                                        |
| 2018 |         | Robert Fettiplace      | Висконсинский университет в Мадисоне, США                                     | «за их новаторскую работу по молекулярным и нейронным механизмам слуха»                                                                        |
| 2018 |         | Кристина Пети          | Коллеж де Франс/Институт Пастера, Франция                                     | «за их новаторскую работу по молекулярным и нейронным механизмам слуха»                                                                        |
| 2020 |         | Дэвид Джулиус          | Калифорнийский университет в Сан-Франциско, США                               | «за преобразующее открытие рецепторов температуры и давления»                                                                                  |
| 2020 |         | Ардем Патапутян        | Исследовательский институт Скриппса и Медицинский институт Говарда Хьюза, США | «за преобразующее открытие рецепторов температуры и давления»                                                                                  |
| 2022 |         | Жан-Луи Мандель        | Страсбургский университет, Франция                                            | «за новаторское открытие генов, лежащих в основе ряда заболеваний головного мозга»                                                             |
| 2022 |         | Гарри Орр              | Миннесотский университет, США                                                 | «за новаторское открытие генов, лежащих в основе ряда заболеваний головного мозга»                                                             |
| 2022 |         | Худа Зогби             | Медицинский колледж Бейлор, США                                               | «за новаторское открытие генов, лежащих в основе ряда заболеваний головного мозга»                                                             |
| 2022 |         | Кристофер Уолш         | Гарвардская медицинская школа, США                                            | «за новаторское открытие генов, лежащих в основе ряда заболеваний головного мозга»                                                             |
| 2024 |         | Нэнси Кэнуишер         | Массачусетский технологический институт, США                                  | «за открытие высоколокализованной и специализированной системы представления лиц в неокортексе человекообразных и нечеловекообразных приматов» |
| 2024 |         | Винрих Фрайвальд       | Рокфеллеровский университет, США                                              | «за открытие высоколокализованной и специализированной системы представления лиц в неокортексе человекообразных и нечеловекообразных приматов» |
| 2024 |         | Дорис Цао              | Калифорнийский университет в Беркли, США                                      | «за открытие высоколокализованной и специализированной системы представления лиц в неокортексе человекообразных и нечеловекообразных приматов» |